# Koreanosaurus (terópode)
O Koreanosaurus (que significa "lagarto coreano") é o nome informal dado a um gênero de dinossauro terópode dromeosaurídeo que viveu em meados do período Cretáceo, há 110 e 100 milhões de anos entre o Aptiano e o Albiano, na Coreia do Sul. Por algum tempo foi referido como um Tyrannosauridae  e Hypsilophodontidae. Com base em um fêmur solitário, a espécie tipo foi nomeada por Kim em 1979, que em 1993 decidiu incluí-lo como uma nova espécie do gênero. Deinonychus, o D. koreanensis. Foi relatada a presença de um quarto trocânter, que o distanciaria do Deinonychus e, possivelmente, da família Dromaeosauridae, embora isso não seja confirmado. Também já foi chamado de Koreasaurus.